# Горијано Сиколи
Горијано Сиколи (итал. Goriano Sicoli) је насеље у Италији у округу Л'Аквила, региону Абруцо.
Према процени из 2011. у насељу је живело 597 становника. Насеље се налази на надморској висини од 713 м.

## Становништво
| 1931. | 1936. | 1951. | 1961. | 1971. | 1981. | 1991. | 2001. | 2011. |
| ----- | ----- | ----- | ----- | ----- | ----- | ----- | ----- | ----- |
| 1.556 | 1.556 | 1.367 | 1.133 | 754   | 751   | 685   | 633   | 597   |